# Ascorhynchus compactus
Ascorhynchus compactus là một loài nhện biển trong họ Ascorhynchidae. Loài này thuộc chi Ascorhynchus. Ascorhynchus compactus được miêu tả khoa học năm 1963 bởi Clark.